# Jacques Van Lancker
Jacques Van Lancker (ur. 21 września 1949 w Antwerpii) – belgijski zapaśnik walczący w stylu klasycznym. Dwukrotny olimpijczyk. Zajął ósme miejsce w Moskwie 1980 i czternaste w Montrealu 1976. Walczył w wadze lekkiej i półśredniej.
Szósty na mistrzostwach Europy w 1973 roku.

## Turniej wMontrealu 1976
| Konkurencja          | Walki                  | Walki                  | Walki                  | Klas. końcowa |
| Konkurencja          | Przeciwnik I           | Przeciwnik II          | Przeciwnik III         | Miejsce       |
| -------------------- | ---------------------- | ---------------------- | ---------------------- | ------------- |
| 68 kg styl klasyczny | John McPhedran (CAN) Z | Andrzej Supron (POL) P | Kim Hae-myeong (KOR) P | 14.           |

## Turniej wMoskwie 1980
| Konkurencja          | Walki                   | Walki                   | Walki                   | Klas. końcowa |
| Konkurencja          | Przeciwnik I            | Przeciwnik II           | Przeciwnik III          | Miejsce       |
| -------------------- | ----------------------- | ----------------------- | ----------------------- | ------------- |
| 74 kg styl klasyczny | Vítězslav Mácha (TCH) P | Jamal Moughrabi (SYR) Z | Lennart Lundell (SWE) P | 8.            |